# 159. pehotni polk (Italija)
159. pehotni polk Milano (izvirno italijansko 159º Reggimento fanteria) je bil pehotni polk Kraljeve italijanske kopenske vojske.

## Zgodovina
Med prvo svetovno vojno je bil polk nastanjen na soški fronti.